# Eutropis multifasciata
Eutropis multifasciata är en ödleart som beskrevs av  Heinrich Kuhl 1820. Eutropis multifasciata ingår i släktet Eutropis och familjen skinkar. Inga underarter finns listade i Catalogue of Life.